# Calota de gelo

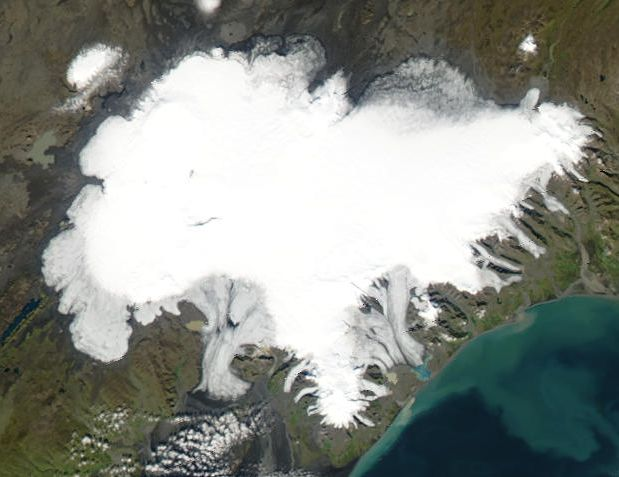
A calota de gelo de Vatnajökull, Islândia

Uma calota de gelo ou calota glaciar é uma massa de gelo que cobre uma área menor que 50 000 km² (geralmente numa zona elevada). Massas de gelo cobrindo mais de 50 000 km² são designadas mantos de gelo.
As calotas de gelo ou calotas glaciares não são limitadas pela topografia (i.e., podem cobrir montanhas), mas o seu "domo" encontra-se geralmente centrado em redor do ponto mais alto de um maciço. O gelo flui a partir deste ponto mais elevado (o divisor de gelo em direcção à periferia da calota de gelo.
Vatnajökull é um exemplo de uma calota de gelo, na Islândia.